# Katzenmenschen (1982)
Katzenmenschen (Originaltitel: Cat People) ist ein US-amerikanischer Horror-Thriller aus dem Jahr 1982. Regie führte Paul Schrader, in den Hauptrollen sind Nastassja Kinski und Malcolm McDowell zu sehen. Die Handlung basiert auf einem Originaldrehbuch von DeWitt Bodeen, das 1942 zum ersten Mal unter demselben Titel verfilmt wurde.
Der Film erzählt von der jungen Irena Gallier, Nachfahrin eines Familiengeschlechts, dessen Angehörige sich in Schwarze Panther verwandeln, wenn sie sich erotischen Gefühlen hingeben.

## Handlung
Die junge Irena Gallier lebt nach dem Tod ihrer Eltern, zweier Zirkus-Dompteure, im Waisenhaus und anschließend bei verschiedenen Pflegefamilien. Erwachsen geworden kommt sie zu ihrem älteren Bruder Paul, der in New Orleans wohnt. Pauls Haushälterin Female hilft Irena, sich in der neuen Umgebung zurechtzufinden. Kurze Zeit später verschwindet Paul spurlos; zeitgleich wird in einem Bordell eine Prostituierte von einem Schwarzen Panther angegriffen. Es gelingt, das Tier zu fangen und in den Zoo zu bringen, wo am nächsten Tag Irena auftaucht. Diese freundet sich mit dem Zoodirektor Oliver Yates an, der ihr einen Job im Souvenirshop des Zoos beschafft. Beide verlieben sich ineinander.
Der Panther tötet einen der Pfleger. Kurze Zeit später, nachdem Oliver ein Gewehr geholt hat, ist der Panther verschwunden. Paul erscheint zuhause und offenbart seiner Schwester ein Familiengeheimnis: Die Angehörigen der Familie dürfen Sex nur mit den eigenen Geschwistern, Eltern oder Kindern haben, sonst verwandeln sie sich in einen Panther. Die Rückumwandlung in einen Menschen kann erst dann erfolgen, wenn ein Mensch getötet wurde. Die Eltern von Irena und Paul waren ebenfalls Geschwister. Paul möchte so schnell wie möglich mit seiner Schwester schlafen und mit ihr zusammenleben; Irena weigert sich jedoch und flieht vor ihm.
Nachdem Paul mit einer zufällig auf einem Friedhof angesprochenen Frau geschlafen hat, verwandelt er sich erneut in einen Panther und besucht Oliver, um diesen zu töten. Olivers Kollegin Alice erschießt daraufhin den Panther. Bei der Autopsie erlebt Oliver, wie dessen Inneres verdampft.
Irena verlässt die Stadt, hat auf ihrer Reise jedoch einen Traum, in dem ihr Bruder ihr weitere Details zu ihrer Herkunft erklärt, und sie sieht ihre Mutter in der Gestalt eines Panthers. Daraufhin kehrt sie nach New Orleans zurück und schläft mit Oliver. Nachdem sie sich zum ersten Mal in einen Panther verwandelt hat, verschont sie jedoch Oliver und tötet statt seiner einen alten Mann. Sie bittet Oliver, ein zweites Mal mit ihr zu schlafen und später in der Gestalt des Panthers in seinem Zoo einzusperren; Oliver willigt schließlich ein. Nach einem Zeitsprung sieht man, dass Oliver mit Alice zusammen ist und Irena als Panther im Zoo eingesperrt lebt.

## Hintergrund
Obwohl als Remake eines Films entstanden, den Schrader nach eigener Aussage nicht allzu sehr schätzte, wandelte sich Katzenmenschen in die „beinahe persönlichste“ seiner Arbeiten. Ein Grund hierfür läge im Thema der Beatrice, einer mythischen weiblichen Figur, die auf Dante Alighieris Göttlicher Komödie basiert, wo Beatrice (die wahrscheinlich von Beatrice Portinari inspiriert ist) das poetische Ich durch die Hölle und das Fegefeuer ins Paradies führt. 
Der literarische Topos, der in Taxi Driver, Schwarzer Engel und erneut in Katzenmenschen präsent ist, spiegele Schraders obsessive Beziehung zu Nastassja Kinski während der Dreharbeiten wider. Laut Schrader verdanke Katzenmenschen zudem viel den Filmen Jean Cocteaus, den Werken Carl Gustav Jungs und den Filmbauten von Ferdinando Scarfiotti (regelmäßiger Szenenbildner für Bernardo Bertolucci und für Schraders Ein Mann für gewisse Stunden). Den geringen kommerziellen Erfolg erklärte er mit dem Mangel an Horrorelementen für Fans des Genres und dem Zuviel an Horror für das anspruchsvollere Publikum. An den Spezialeffekten war auch der spätere Oscarpreisträger Allen Hall beteiligt.
Katzenmenschen startete am 2. April 1982 in den USA, am 26. August desselben Jahres in der Bundesrepublik Deutschland. Bei einem geschätzten Budget von 18 Millionen US-Dollar belief sich das Einspielergebnis in den US-Kinos auf etwa sieben Millionen US-Dollar.

## Kritiken
Roger Ebert lobte in der Chicago Sun-Times die Darstellung von Nastassja Kinski und John Heard und beschrieb den Film als einen „guten Film in alter Tradition“. Phil Edwards bezeichnete den Film in Starburst als „Fehlschlag – aber ein spannender!“
Hans Gerhold bezeichnete den Film im Filmdienst als „perfektes Kino“, Guntram Lenz lobte im Filmbeobachter die innere Dramatik der Handlung und die Leistungen der Darsteller.
Hans-Christoph Blumenberg kritisierte in der Zeit, Filme wie die Schraders handelten nicht von Menschen, sondern von Effekten: „Die grellen Deutlichkeiten des Jahrmarkts behindern die Phantasie.“
Das Lexikon des internationalen Films urteilte: „Ästhetisch brillant und in streng stilisierten Bildern inszeniert, verfällt der Film jedoch in eine fragwürdige frauenfeindliche Ideologie – weibliche Sexualität erscheint als dämonische, destruktive Macht, die domestiziert werden muß.“

## Auszeichnungen
Giorgio Moroder wurde für die Filmmusik sowie gemeinsam mit David Bowie für den Titelsong Cat People (Putting Out Fire) jeweils für einen Golden Globe Award nominiert. Nastassja Kinski erhielt für ihre darstellerische Leistung eine Nominierung für den Saturn Award.